# Адиль-Герей II
Адиль-Герей II (кум.  Адиль Герей Будайны уланы) — кумыкский шамхал Тарковский, правивший с 1719-го по 1726-й год. Пытался восстановить влияние Тарковское шамхальство, но потерпел неудачу в борьбе с Российской империей.

## Жизнеописание
Приезд Петра I:

Дождавшись кавалерии, которая много натерпелась в степном походе, и разославши манифесты к окрестным народам с требованием мирного подчинения, Петр 5 августа выступил в поход к Таркам, и на другой день ему был представлен владелец тарковский Адильгирей. Император принял его, стоя перед гвардиею; Адильгирей объявил, что до сих пор служил русскому государю верно, а теперь будет особенно верно служить. Когда бывший господарь князь Кантемир перевел эти слова, Петр отвечал: "За службу твою будешь ты содержан в моей милости". В тот же день были представлены государю султан Махмуд аксайский с двумя другими владельцами; увидавши императора, они пали на колена и объявили, что желают быть под покровительством его величества; Петр обнадежил их своею милостию и покровительством. 12 августа войско приблизилось к Таркам с распущенными знаменами, барабанным боем и музыкою и стало лагерем под городом. За пять верст до города встретил госудая Адиль-гирей, когда Петр ехал перед гвардиею в строевом платье: Шевкал сошел с лошади, низко поклонился императору и поздравил с приездом. Государь снова обнадежил его своею милостию и уверил, что подданным его не будет никакой обиды от русского войска. Потом шевкал подошел к карете императрицы, поклонился низко и поцеловал землю. На другой день Петр ездил для гулянья в Тарковские горы в сопровождении трех драгунских рот, осматривал старинную башню, откуда по просьбе Адильгирея отправился к нему в дом; сначала гости были в двух больших комнатах с каменными фонтанами, потом хозяин повел их в комнату, где живут жены, убранную коврами и зеркалами; вошли две жены шевкала в сопровождении других знатных женщин, поклонились в землю и целовали правую ногу императора, а после по их просьбе допущены и к руке. Принесли скатерть, поставили разные кушанья и фрукты; шевкал налил в чашки горячего вина и поднес государю.— Персидская война 1722-1725. (Материалы для истории царствования Петра Великого) // Русский вестник, № 4. 1867
Сын Будая II Великого, шамхала Тарковского. О молодых годах мало сведений. В 1719 году избирается шамхалом после смерти Умалата I. В том же году отправил посольство к российскому императору Петру I с заявлением о принятии в подданство. Также им был заключен союз против шаха Персии. Согласился отдать сына Хасболата в аманаты в Терский городок, в обмен на право руководить ауховцами.
В рамках союза с Россией в 1722 году тарковскими войсками были захвачены важные города Дербент и Баку. В то же время пытался, используя мощь россиян, подчинить своей власти весь Дагестан. В результате Адиль-Герей склонил жителей Кубачи, Губдена и Карабудахкента, недавних своих противников и противников Петра I, не только принять присягу на верность России, но и принести, если необходимо, аманатов. Склонил он к союзу с императором Петром даже Сурхан-хана I Газикумухского. Он подчинил своему влиянию и поставил под свою зависимость некоторую часть аварцев Унцукульского (Койсубулинского) союза сельских общин, даргинцев, акушинцев. В то же время, за свою помощь, пытался получить от россиян Дербентское и Бакинское ханства.
В 1722 году к Адиль-Герею II обратился персидский властитель Гусейн I, оказавшийся в сложной ситуации вследствие наступления афганских племен во главе с Махмудом. Персидский шах через родственника шамхала — Фат-Али-хана Дагестани пытался получить от Адиль-Герея согласие на военное выступление на стороне персов против афганцев. Он предоставил значительное войско Сурхай-хану I, стоявшему в Шемахе, для похода на помощь персидскому шаху.
В то же время с началом Персидского похода Петра I россияне возвели крепость Святого Креста в 40 км от столицы шамхальства Тарки, создание вокруг этой крепости поселения донских казаков и армян (более 1000 семей). Такие события вызвали недовольство Адиль-Герея II. Он не скрывал своего недовольства самоуправными действиями генерал-майора Кропотова в его владениях и обращался на этот счет с письмами к Петру I. Кропотов стремился подчинить местных ногайцев и не помогал шамхалу подчинить присулакские общины.
Шамхал стал готовиться к нападению на крепость Св. Креста и, с целью получить поддержку, наладил отношения с османским и сефевидским дворами, а также стремился привлечь на свою сторону многих азербайджанских властителей. В июне 1723 года об этих приготовлениях донес россиянам мелкий властитель Чопан, сообщивший об антироссийском союзе шамхальства с Кайтагским уцмийством и Казикумухским ханством. С весны 1724 г. напряжение в отношениях тарковского государства с Российской империей нарастало.
Перед атакой россиян Адиль-Герей в союзе с уцмием Кайтагским совершает совместный поход на Ширван, захватывает Шемаху. После этого шамхал подтверждает раздел земель между союзниками: Адиль-Герею должны были отойти Шемаха (соответственно Ширван) и Баку, Мускур и Шабран — Хаджи-Дауд-беку, Куба и Кулхан — Ахмед-хану III, уцмию Кайтагскому, Дербент — майсуму Табасаранскому. После этого персидский шах Тахмасп II направил войска для поддержки союзников в выполнении этих планов. В то же время шамхал пытался убедить Петра I в необходимости передачи ему Шемаху и Баку в целях безопасности южных границ Российской империи, но не добился успеха.
В этой ситуации россияне решили действовать на предупреждение: в октябре 1724 г. Коллегия иностранных дел приказала генерал-майору Кропотову каким-либо образом схватить Адил-Герея II. Генерал отправил в Тарку своего флигель-адъютанта с приглашением шамхала на совещание в крепость св. Креста. Сначала Адил-Герей отказывался, но в конце концов согласился встретиться с русскими руководителями в урочище Дурвас.
Но скоро отношения Адиль-Герея II с русскими генералами резко обострились, начались военные столкновения. Адил-Герей, собрав под своим командованием 30-тысячное войско, организовал осаду крепости Святой Крест, однако захватить её не смог. В ответ императорское правительство предприняло энергичные меры против шамхала и подрыва его влияния в Дагестане. 19 мая 1725 года Сенат приказал коменданту крепости Святой Крест схватить Адил-Герея, прежде всего благодаря подкупу его подчиненных. Для таких действий было выделено до 5 тысяч рублей. В случае неудачи любой ценой убить шамхала. Для выполнения этих действий прибыл генерал Матюшкин.
По приказу Матюшкина, войска под командованием генерал-майора Кропотов, численностью 11500 человек 27 сентября 1725 г. начали карательную акцию — разорил резиденцию шамхала Тарки, несмотря на отчаянное сопротивление, разорил Кумторкалу, Исиссу, Кяхулай-Торкали, Амирханкент, Альбурикент, Атлы-Боюн, Агач-аул, Карабудахкент, Канабур, Гели, Губден, Параул, Шуру (будущую Темир-Хан-Шуру), Кафыр-Кумух, Халимбекаул и Капчугай. Российские войска жгли посевы, вырубали плодовые деревья. Кампания продолжалась до 13 октября.
В этих условиях Адиль-Герей II предпринял энергичные шаги по налаживанию союзных отношений с Крымским ханством и Османской империей. Для этого он направил в Бахчисарай своих послов. Крымский хан Менгли-Герай II хорошо встретил послов, но отказал им в помощи. Однако такая ситуация позволила османам вмешаться в дела Дагестана. Великий визирь Ибрагим-паша Невшехирли предложил русскому резиденту в Стамбуле И. И. Неплюеву, чтобы тарковско-российский конфликт разрешил сераскер Сары Мустафа-паша, которому направлен султанский приказ выступить с войсками из Гянджи в Ширван. Но Неплюев отказался, отметив, что подобные действия османского военного приведут к разрыву Стамбульского договора 1724 года. В результате османы отступили, а шамхал Адиль-Герей оказался в изоляции.
В середине мая 1726 г. был объявлен новый поход против шамхала. Не найдя поддержки от других дагестанских властителей, ни от крымского хана, ни от османского султана Адиль-Герей накануне нового похода россиян против Тарковского шамхальства, желая получить гарантии сохранения своей жизни и передачи власти и достоинства шамхала своему наследнику, сыну Хасбулату — сохранение целостности шамхальства, вступил через своих посредников в переговоры с российским командованием. В крепость Святой Крест прибыл Айдемир, Эндиреевский владыка, просил отложить поход на три дня, обещая, что сам Адиль-Герей явится в крепость, а затем отправится в Санкт-Петербург для переговоров с императрицей Екатериной I.
Вскоре под гарантии многих дагестанских и кабардинских властителей Адиль-Герей прибыл в русский лагерь в Кумторкалу, где неожиданно для него самого был взят под стражу, а затем доставлен в крепость Св. Крест для содержания под стражей. Здесь он находился до 1727 года. Командующий русскими войсками на Кавказе В. В. Долгоруков рекомендовал царскому правительству сослать шамхала куда подальше.
На заседании Верховного тайного совета, состоявшемся 15 августа 1727 г., было принято решение отправить Адиль-Герея и его ближайшее окружение (3 князей и 17 узденов) в Архангелогородскую губернию. Из крепости Св. Креста бывший шамхал был переправлен в Астрахань, а зимой 1730—1731 доставлен в поселение Кола на Кольском полуострове, где и умер.